# اوستروویته (شهرستان سووپتسا)
اوستروویته (به لهستانی:  Ostrowite) یک روستا در لهستان است که در گمینا اوستروویته واقع شده‌است.